# Giorgos Katidis
Giorgos Katidis (grekiska: Γιωργος Κατιδης), född 12 februari 1993, är en grekisk fotbollsspelare som spelar som mittfältare för FF Jaro i Ettan. 
Katidis blev den 17 mars 2013 avstängd på livstid från att representera det grekiska landslaget. Detta efter att han den 16 mars firat sitt 2–1 mål i matchen mot Veria med en nazisthälsning.